# JJ Cobas

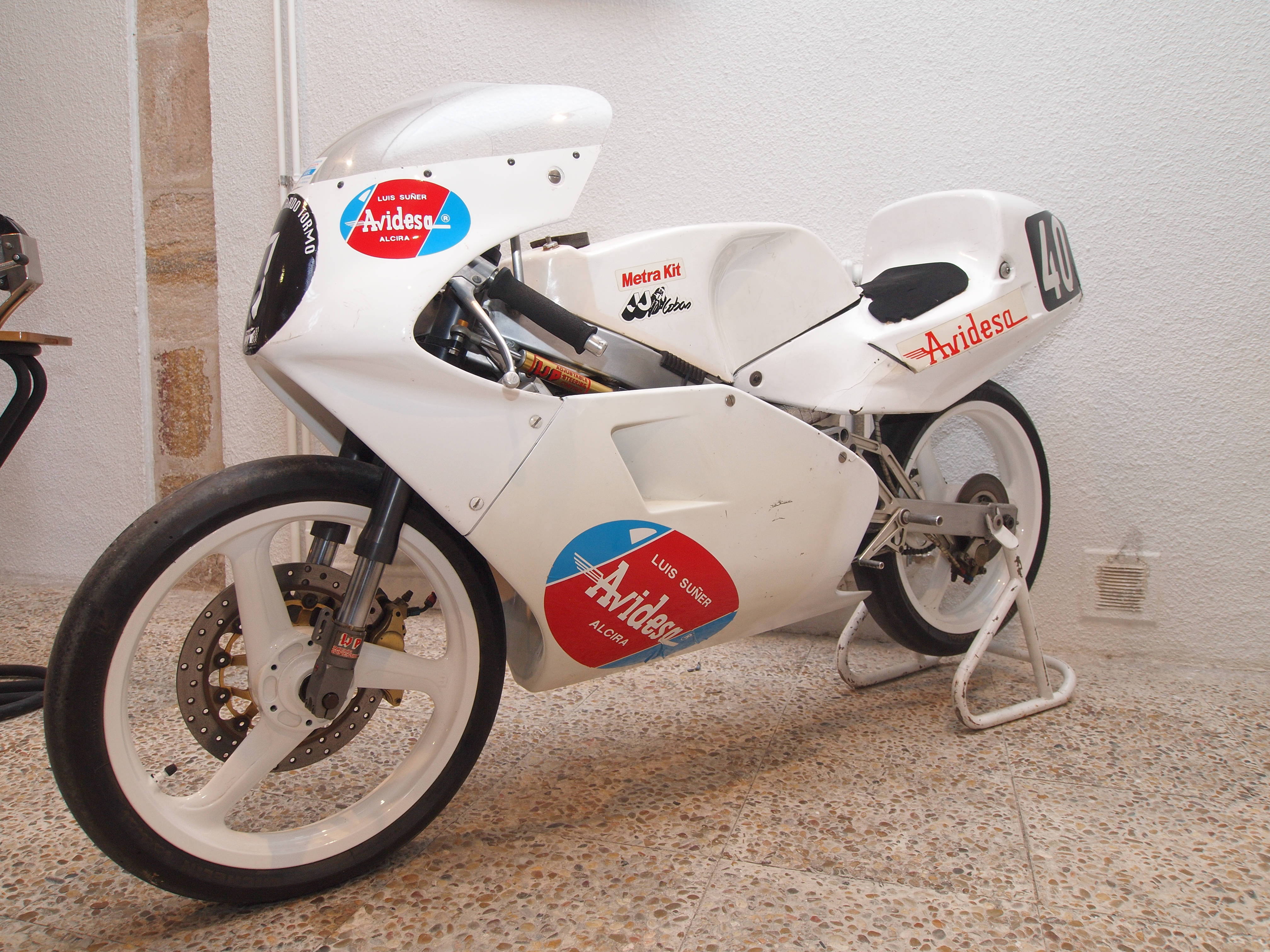
JJ Cobas-Rotax 125cc uit 1982

JJ Cobas is een historisch merk van wegrace-motorfietsen. Het merk heet voluit JJ Cobas Engineering.
Spaanse frame-bouwer (Antonio Cobas) die rond 1985 toetrad tot de JJ groep, waarin onder andere een aantal Spaanse importeurs vertegenwoordigd waren. Cobas haalde zijn eerste successen met Carlos Cardús en Sito Pons die in begin jaren tachtig met Kobas-Rotax machines in het Europees kampioenschap reden (Kobas werd toen nog met een “K” geschreven). Cobas hielp overigens niet alleen coureurs die op zijn eigen creaties reden; toen Sito Pons in 1989 al vier jaar op een 250cc-Honda reed, werd hij nog steeds technisch gesteund door Cobas.